# Ardagger
Ardagger é um município da Áustria localizado no distrito de Distrito de Amstetten, no estado de Baixa Áustria.